# Рудівсько-Заводське газоконденсатне родовище
Рудівсько-Заводське газоконденсатне родовище — газоконденсатне родовище, що належить до Глинсько-Солохівського газонафтоносного району Східного нафтогазоносного регіону України.

## Опис
Розташоване в Полтавській області на околиці м. Заводське на відстані 17 км від м. Лохвиця.
Знаходиться в північно-західній частині приосьової зони Дніпровсько-Донецької западини в межах Свиридівської сідловини.
Структура виявлена в 1968 р. В межах родов. виділяють Рудівську брахіантикліналь півн.-зах простягання (розміри по ізогіпсі — 4900 м 6,2х3,6 м, амплітуда 60 м), Заводський структурний ніс, вісь якого орієнтована в субширотному напрямку, та окремі блоки. Заг. розміри площі газонасичення 15,6х6,5 м. Перший промисл. приплив газоконденсатної суміші отримано з газових покладів верхнього візе з інт. 4698-4707 м в 1986 р.
Поклади пластові, тектонічно екрановані та літологічно обмежені, деякі пластові, склепінчасті.
Експлуатується з 1987 р. Режим покладів газовий. Запаси початкові видобувні категорій А+В+С1: газу — 36154 млн. м³; конденсату — 3071 тис. т.